# Dorfkirche Klosterwalde

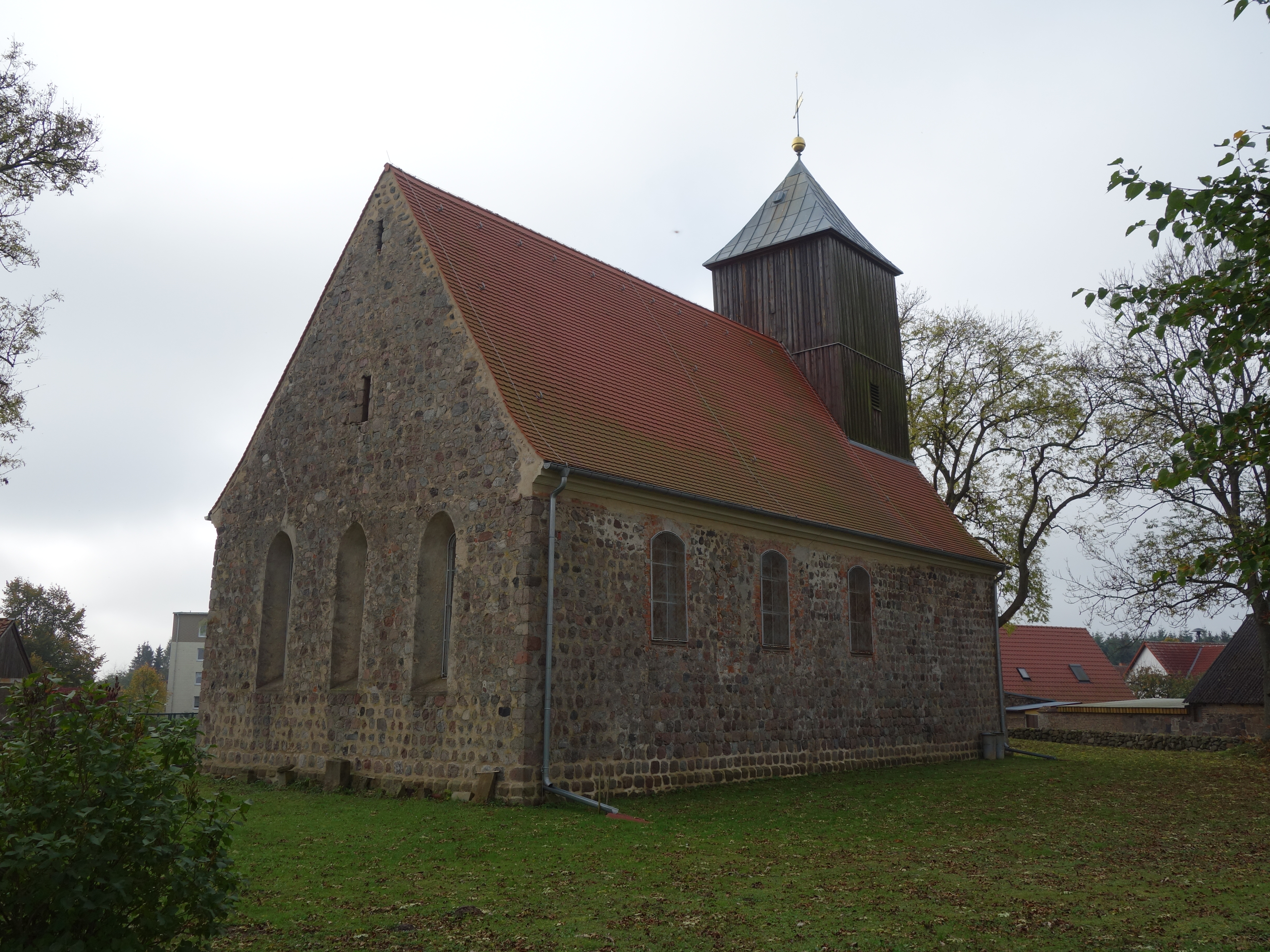
Dorfkirche Klosterwalde

Die evangelische, denkmalgeschützte Dorfkirche Klosterwalde steht in Klosterwalde, einem Ortsteil der Stadt Templin im Landkreis Uckermark von Brandenburg. Die Kirchengemeinde  Klosterwalde gehört zum Pfarrsprengel Herzfelde im Kirchenkreis Oberes Havelland der Evangelischen Kirche Berlin-Brandenburg-schlesische Oberlausitz.

## Beschreibung
Die Feldsteinkirche wurde in der zweiten Hälfte des 13. Jahrhunderts gebaut. Sie hatte ursprünglich im Westen des Langhauses einen Kirchturm in gleicher Breite. Er wurde 1737 durch einen quadratischen, mit einem Pyramidendach bedeckten, mit Brettern verkleideten Dachturm ersetzt. Auf der Südseite wurde ein neues Portal eingebrochen, das alte wurde vermauert.
Der Innenraum ist mit einer Holzbalkendecke überspannt. Die Orgel auf der Empore im Westen, deren Brüstung mit Blenden verziert ist, hat fünf Register auf einem Manual und Pedal und wurde nach 1852 von den Gebrüdern Walther gebaut.